# Stethoperma multivittis
Stethoperma multivittis är en skalbaggsart som beskrevs av Bates 1887. Stethoperma multivittis ingår i släktet Stethoperma och familjen långhorningar. Inga underarter finns listade i Catalogue of Life.